# Die Kaiserin
Die Kaiserin (bra: A Imperatriz) é uma série de televisão de drama histórico alemã de 2022 baseada na vida da Imperatriz Elisabeth da Áustria, estrelada por Devrim Lingnau no papel-título, e Philip Froissant como o Imperador Franz Joseph. Foi lançado na Netflix em 29 de setembro de 2022. Foi a segunda série mais assistida na plataforma de straming em todo o mundo por duas semanas e a sétima série não inglesa mais popular de 2022, com mais de 150 milhões de horas transmitidas. Em 8 de novembro de 2022, a Netflix renovou para uma segunda temporada.
Em 20 de novembro de 2023, A Imperatriz ganhou o Emmy Internacional de melhor drama.

## Sinopse
A duquesa bávara Elisabeth "Sisi", de 16 anos, se apaixona pelo futuro noivo de sua irmã, o imperador Franz Joseph, e eles se casam. Ela se muda para Viena e se vê navegando pela complexidade da política da corte e da intrigante família de seu marido. Sua sogra Sophia, que também é sua tia, a antagoniza quase imediatamente. Maximiliano, irmão mais novo de Francisco José, tenta ofuscar seu irmão mais velho e provar que ele é mais digno de governar.

## Recepção
Die Kaiserin estreou em primeiro lugar após seu lançamento em 29 de setembro de 2022, com 47,2 milhões de horas assistidas em quatro dias (29 de setembro a 2 de outubro de 2022), tornando-se a série de língua não inglesa mais assistida da Netflix por mais de uma semana. Em 11 dias, era a segunda série da Netflix mais assistida em todo o mundo (atrás de Monster: The Jeffrey Dahmer Story), com 106,6 milhões de horas transmitidas. Esteve no top 10 em 79 países na primeira semana e em 88 países na segunda semana. Em 18 dias, foi transmitido por quase 135 milhões de horas em cerca de 23,6 milhões de lares em todo o mundo.
É a produção original alemã de maior sucesso na Netflix desde o drama de guerra de 2020, Barbaren. A série teve 59,43 milhões de horas assistidas em todo o mundo de 3 a 9 de outubro de 2022, e foi a sétima série não inglesa mais popular de 2022, com 5 semanas no top 10 global e 159.800.000 horas assistidas de 25 setembro a 30 de outubro.

## Prêmios e indicações
| Ano  | Prêmio                        | Categoria              | Indicado(s)  | Resultado |
| 2023 | 51º Emmy International Awards | Melhor Série Dramática | Die Kaiserin | Venceu    |